# Fundație (persoană juridică)
O fundație este o persoană juridică de drept privat fără scop patrimonial. O fundație (de asemenea fundație caritabilă) este o categorie de organizații nonprofit sau de încredere caritabilă care va oferi în mod obișnuit finanțare și sprijin pentru alte organizații caritabile prin granturi, dar se pot angaja direct în activități caritabile. Fundațiile includ fundații publice caritabile, cum ar fi fundații comunitare și fundații private care sunt de obicei dotate de un individ sau o familie. Cu toate acestea, termenul "fundație" poate fi utilizat de organizații care nu sunt implicate în acordarea de granturi publice.
Conform art. 15 din Ordonanța nr. 26/2000, "Fundația este subiectul de drept înființat de una sau mai multe persoane care, pe baza unui act juridic între vii ori pentru cauză de moarte, constituie un patrimoniu afectat, în mod permanent și irevocabil, realizării unui scop de interes general sau, după caz, al unor colectivități".

## Descriere
Persoanele juridice existente în statutul de fundații au o mare diversitate de structuri și scopuri. În mare parte sunt unele elemente structurale comune:
- Scopul fundației
- Activitatea economică
- Dispoziții privind supravegherea și gestionarea
- Responsabilitate și dispoziții de audit
- Dispoziții pentru modificarea statutului sau a actelor constitutive
- Dispoziții privind dizolvarea entității
- Statutul fiscal al donatorilor corporativi și privați
- Statutul fiscal al fundației

Unele dintre cele de mai sus trebuie să fie, în majoritatea jurisdicțiilor, exprimate în documentul de înființare. Altele pot fi furnizate de către autoritatea de supraveghere din fiecare jurisdicție.

## Rețele internaționale
La nivel internațional există o serie de rețele și asociații de fundații, printre care Consiliul pentru fundații, EFC (European Foundation Centre), WINGS (Worldwide Initiatives for Grantmaker Support) Aceste organizații au, de asemenea, un rol în susținerea cercetării asupra fundațiilor.